# Sulla Bratke

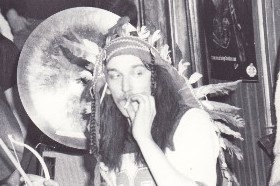
Sulla Bratke als Schlagzeuger von Schwoißfuaß, um 1980

Sulla Bratke (* 1955 als Jürgen Bratke; † 8. August 1987 in Reutlingen) war ein deutscher Schlagzeuger.
Bratke fing erst 1971 im Alter von 16 Jahren an Schlagzeug zu spielen. In den Folgejahren war er in den Bands Eibons Book, Gartenweg Blues Band, Repent Walpurgis, Epilog und Grachmaschine aktiv. Bratke war als Frauenheld bekannt, wodurch auch sein Spitzname „Sulla“ (abgeleitet vom Französischen "sous la femme") zustande kam. 
Mitte der 1970er Jahre studierte Sulla Bratke sieben Semester Theologie in Tübingen. Er gab das Studium jedoch auf und wurde 1979 Gründungsmitglied der Schwobarockgruppe Schwoißfuaß, in der er bis 1983 die Position am Schlagzeug bekleidete. Bekannt wurde Bratke dabei vor allem durch seine teilweise exzentrischen Bühnenauftritte, bei denen er meist indianischen Kopfschmuck trug.
1983 verließ er Schwoißfuaß, da er den musikalischen Ansprüchen der anderen Bandmitglieder nicht mehr genügte. Bratkes Spiel war unter anderem durch eine in der Kindheit erlittene Polio-Erkrankung limitiert. Nach seinem Ausstieg war er noch kurze Zeit für die Schwesterband von Schwoißfuaß Grachmusikoff tätig. Mittelfristig plante er jedoch von der Musik zum Theater zu wechseln.
Bevor er die Pläne verwirklichen konnte, starb Sulla Bratke 1987 bei einem durch Zigarettenglut selbst verursachten Wohnungsbrand in Reutlingen. Bratkes Leben und Tod wurden von Schwoißfuaß auf ihrem letzten Album Rattakarma („Rattenkarma“) von 1996 mit dem Titel Dr Sulla leabt no („Der Sulla lebt noch“) besungen.